# 황역
황역(黃射, ? ~ ?)은 후한 말기의 관료로, 유표 휘하의 강하태수 황조의 아들이다.

## 생애
건안 4년(199년), 여강태수 유훈은 손책의 공격을 받아 유기성(流沂城)으로 퇴각하면서 황조에게 도움을 청하였다. 장릉태수(章陵太守) 황역은 황조의 명령으로 원군을 이끌고 유훈에게 갔는데, 도착하기도 전에 유훈은 패하여 조조에게 달아났기 때문에 철군하였다. 손책은 그대로 하구(夏口)까지 진격하였고, 황조의 처자식 7명을 사로잡았다.
건안 5년(200년), 손책이 피살당하고 그의 동생 손권이 즉위하였다. 손권의 대에 황역은 수천 명의 병사를 이끌고 시상(柴桑)을 공격하였다. 그러나 현장 서성이 병사 200명을 이끌고 황역을 공격하였고, 황역은 크게 패하였다.
황역은 평소 친분이 있었던 문장가 예형과 친밀하였고, 그를 황조에게 소개하였다. 처음에는 황조 또한 예형을 높이 평가하였으나, 그의 불손한 언행을 참지 못하고 죽였다. 황역은 이를 만류하려 하였으나, 당시에 황조와 함께 있지 않았기 때문에 뜻을 이루지 못하였다. 황조는 곧 이를 후회하였고, 예형을 후하게 장사지내었다.
유표는 예형이 어떤 인물인지 잘 알고 있어서 자신의 손으로 직접 죽이지 않으려고 황조한테 떠념겼지만 일자무식인 황조는 그런 내막을 모르고 예형을 함부로 죽여 본인 스스로의 평판을 크게 떨어뜨렸다.

## 일화
어느 날, 황역은 예형과 함께 외출하였다가 어떤 무덤 앞을 지나가게 되었다. 둘은 묘비를 읽고 떠났다. 한참 후 황역이 예형에게 말하였다.
| “ | 아까 보았던 비문은 정말 명문이었는데, 베껴가지 않은 것이 참 유감입니다. | ” |

예형이 답하였다.
| “ | 경(卿)은 묘지의 주인 이름만 기억하실 테지만, 저는 한 번 보고도 모두 암기하였습니다. | ” |

그러고는 비문을 써내려갔는데, 마지막 한 글자만은 비석의 글자가 떨어져나가 있었기 때문에 분명하지가 않았다. 예형은 글자의 반쪽을 쓰고는 말하였다.
| “ | 아마 이 글자였을 것인데, 확실하지는 않습니다. | ” |

황역이 보니 그 글자가 맞았다.

## 출전
- 진수, 《삼국지》 권10 위서10 순욱순유가후전 · 권46 오서1 손파로토역전 · 권54 오서9 주유노숙여몽전 · 권55 오서10 정황한장주진동감능서반정전
- 갈홍, 《포박자》 권47 탄예